# PGC 1741
LEDA/PGC 1741 ist eine leuchtschwache Balken-Spiralgalaxie vom Hubble-Typ SBd im Sternbild Fische auf der Ekliptik, die schätzungsweise 185 Millionen Lichtjahre von der Milchstraße entfernt ist. Wahrscheinlich bildet sie gemeinsam mit LEDA 1746 ein gravitativ gebundenes Galaxienpaar. Sie gilt als Mitglied der NGC 128-Gruppe.
Im selben Himmelsareal befinden sich u. a. die Galaxien NGC 126, NGC 127, NGC 130, IC 17.